# Elezioni comunali in Abruzzo del 2011
Le elezioni comunali in Abruzzo del 2011 si sono svolte il 15 e 16 maggio (con ballottaggio il 29 e 30 maggio).

## Riepilogo sindaci eletti
Coalizione di centro-sinistra
     Coalizione di centro-destra
     Commissario straordinario
| Provincia | Comune               | Popolazione legale (censimento 2001) | Sindaco uscente | Sindaco uscente              | Sindaco eletto | Sindaco eletto               | Primo turno | Primo turno | Secondo turno | Secondo turno | Seggi   |
| Provincia | Comune               | Popolazione legale (censimento 2001) | Sindaco uscente | Sindaco uscente              | Sindaco eletto | Sindaco eletto               | Voti        | %           | Voti          | %             | Seggi   |
| --------- | -------------------- | ------------------------------------ | --------------- | ---------------------------- | -------------- | ---------------------------- | ----------- | ----------- | ------------- | ------------- | ------- |
| Chieti    | Francavilla al Mare  | 22 883                               |                 | Domenica Calabrese           |                | Antonio Luciani (PD)         | 4 587       | 30,83       | 7 201         | 56,24         | 10 / 16 |
| Chieti    | Lanciano             | 35 798                               |                 | Filippo Paolini (PdL)        |                | Mario Pupillo (PD)           | 7 925       | 34,13       | 12 631        | 58,20         | 12 / 24 |
| Chieti    | Vasto                | 35 362                               |                 | Luciano Antonio Lapenna (PD) |                | Luciano Antonio Lapenna (PD) | 9 624       | 39,07       | 12 125        | 57,87         | 14 / 24 |
| Teramo    | Roseto degli Abruzzi | 22 978                               |                 | Franco Di Bonaventura (PD)   |                | Enio Pavone (Ind.)           | 6 040       | 39,57       | 7 531         | 53,81         | 10 / 16 |

## Provincia di Chieti

### Francavilla al Mare
| Candidati                     | Candidati                  | II turno             | II turno             | I turno | I turno | Liste                     | Voti   | %     | Seggi |
| Candidati                     | Candidati                  | Voti                 | %                    | Voti    | %       | Liste                     | Voti   | %     | Seggi |
| ----------------------------- | -------------------------- | -------------------- | -------------------- | ------- | ------- | ------------------------- | ------ | ----- | ----- |
|                               | Antonio Luciani ✔️ Sindaco | 7 201                | 56,24                | 4 587   | 30,83   | Partito Democratico       | 1,622  | 0,01  | 5     |
| Italia dei Valori             | Antonio Luciani ✔️ Sindaco | 7 201                | 56,24                | 4 587   | 30,83   | 893                       | 6,45   | 2     |       |
| Luciani Sindaco               | Antonio Luciani ✔️ Sindaco | 7 201                | 56,24                | 4 587   | 30,83   | 771                       | 5,57   | 2     |       |
| Francavilla Cambia            | Antonio Luciani ✔️ Sindaco | 7 201                | 56,24                | 4 587   | 30,83   | 495                       | 3,58   | 1     |       |
| Totale liste                  | Antonio Luciani ✔️ Sindaco | 7 201                | 56,24                | 4 587   | 30,83   | 3 781                     | 27,31  | 10    |       |
|                               | Daniele D'Amario           | 5 602                | 43,76                | 4 663   | 31,34   | Le Ali                    | 1 412  | 10,20 | 1     |
| Viva Francavilla              | Daniele D'Amario           | 5 602                | 43,76                | 4 663   | 31,34   | 1 310                     | 9,46   | 1     |       |
| Movimento per le Autonomie    | Daniele D'Amario           | 5 602                | 43,76                | 4 663   | 31,34   | 968                       | 6,99   | 1     |       |
| Giustizia Sociale             | Daniele D'Amario           | 5 602                | 43,76                | 4 663   | 31,34   | 732                       | 5,29   | –     |       |
| Lega Nord                     | Daniele D'Amario           | 5 602                | 43,76                | 4 663   | 31,34   | 278                       | 2,01   | –     |       |
| Seggio di coalizione          | Seggio di coalizione       | Seggio di coalizione | 43,76                | 4 663   | 31,34   | 1                         |        |       |       |
| Totale liste                  | Daniele D'Amario           | 5 602                | 43,76                | 4 663   | 31,34   | 4 700                     | 33,95  | 3     |       |
|                               | Carlo De Felice            | Carlo De Felice      | Carlo De Felice      | 3 325   | 22,35   | Il Popolo della Libertà   | 1 837  | 13,27 | 1     |
| Unione di Centro              | Carlo De Felice            | Carlo De Felice      | Carlo De Felice      | 3 325   | 22,35   | 677                       | 4,89   | –     |       |
| Forza del Sud                 | Carlo De Felice            | Carlo De Felice      | Carlo De Felice      | 3 325   | 22,35   | 318                       | 2,30   | –     |       |
| Forza Francavilla             | Carlo De Felice            | Carlo De Felice      | Carlo De Felice      | 3 325   | 22,35   | 243                       | 1,76   | –     |       |
| La Destra                     | Carlo De Felice            | Carlo De Felice      | Carlo De Felice      | 3 325   | 22,35   | 233                       | 1,68   | –     |       |
| Futuro e Libertà              | Carlo De Felice            | Carlo De Felice      | Carlo De Felice      | 3 325   | 22,35   | 115                       | 0,83   | –     |       |
| Seggio di coalizione          | Seggio di coalizione       | Seggio di coalizione | Carlo De Felice      | 3 325   | 22,35   | 1                         |        |       |       |
| Totale liste                  | Carlo De Felice            | Carlo De Felice      | Carlo De Felice      | 3 325   | 22,35   | 3 423                     | 24,72  | 1     |       |
|                               | Gianluca Mastrangelo       | Gianluca Mastrangelo | Gianluca Mastrangelo | 1 047   | 7,04    | Città Invita              | 728    | 5,26  | –     |
| Liberamente Popolare          | Gianluca Mastrangelo       | Gianluca Mastrangelo | Gianluca Mastrangelo | 1 047   | 7,04    | 105                       | 0,76   | –     |       |
| Totale liste                  | Gianluca Mastrangelo       | Gianluca Mastrangelo | Gianluca Mastrangelo | 1 047   | 7,04    | 833                       | 6,02   | –     |       |
|                               | Michele Pezzone            | Michele Pezzone      | Michele Pezzone      | 727     | 4,89    | Sinistra Ecologia Libertà | 632    | 4,56  | –     |
|                               | Rocco Storto               | Rocco Storto         | Rocco Storto         | 530     | 3,56    | Aria Nuova                | 476    | 3,44  | –     |
| Totale                        | Totale                     | 12 803               | 100                  | 14 879  | 100     |                           | 13 845 | 100   | 16    |
|                               |                            |                      |                      |         |         |                           |        |       |       |
| Schede bianche                | Schede bianche             | 119                  | 0,91                 | 84      | 0,55    |                           |        |       |       |
| Schede nulle                  | Schede nulle               | 209                  | 1,59                 | 344     | 2,25    |                           |        |       |       |
| Votanti                       | Votanti                    | 13 131               | 60,19                | 15 307  | 70,16   |                           |        |       |       |
| Elettori                      | Elettori                   | 21 817               |                      | 21 817  |         |                           |        |       |       |
|                               |                            |                      |                      |         |         |                           |        |       |       |
| Fonte: Ministero dell'interno |                            |                      |                      |         |         |                           |        |       |       |

### Lanciano
| Candidati                               | Candidati                | II turno             | II turno         | I turno | I turno | Liste                   | Voti   | %     | Seggi |
| Candidati                               | Candidati                | Voti                 | %                | Voti    | %       | Liste                   | Voti   | %     | Seggi |
| --------------------------------------- | ------------------------ | -------------------- | ---------------- | ------- | ------- | ----------------------- | ------ | ----- | ----- |
|                                         | Mario Pupillo ✔️ Sindaco | 12 631               | 58,20            | 7 925   | 34,13   | Partito Democratico     | 2 534  | 11,78 | 4     |
| Lanciano in Comune                      | Mario Pupillo ✔️ Sindaco | 12 631               | 58,20            | 7 925   | 34,13   | 1 381                   | 6,42   | 2     |       |
| Uniti per Lanciano                      | Mario Pupillo ✔️ Sindaco | 12 631               | 58,20            | 7 925   | 34,13   | 743                     | 3,46   | 1     |       |
| Sinistra Ecologia Libertà               | Mario Pupillo ✔️ Sindaco | 12 631               | 58,20            | 7 925   | 34,13   | 593                     | 2,76   | –     |       |
| Italia dei Valori                       | Mario Pupillo ✔️ Sindaco | 12 631               | 58,20            | 7 925   | 34,13   | 593                     | 2,76   | –     |       |
| Rifondazione Comunista                  | Mario Pupillo ✔️ Sindaco | 12 631               | 58,20            | 7 925   | 34,13   | 432                     | 2,01   | –     |       |
| Totale liste                            | Mario Pupillo ✔️ Sindaco | 12 631               | 58,20            | 7 925   | 34,13   | 6 276                   | 29,18  | 7     |       |
|                                         | Ermando Bozza            | 9 072                | 41,80            | 9 396   | 40,47   | Il Popolo della Libertà | 4 085  | 19,00 | 5     |
| Unione di Centro                        | Ermando Bozza            | 9 072                | 41,80            | 9 396   | 40,47   | 3 246                   | 15,09  | 3     |       |
| Con Bozza Sindaco                       | Ermando Bozza            | 9 072                | 41,80            | 9 396   | 40,47   | 1 868                   | 8,69   | 2     |       |
| Energie Nuove                           | Ermando Bozza            | 9 072                | 41,80            | 9 396   | 40,47   | 949                     | 4,41   | 1     |       |
| Alleanza per Lanciano Libera            | Ermando Bozza            | 9 072                | 41,80            | 9 396   | 40,47   | 814                     | 3,79   | –     |       |
| La Destra                               | Ermando Bozza            | 9 072                | 41,80            | 9 396   | 40,47   | 187                     | 0,87   | –     |       |
| Seggio di coalizione                    | Seggio di coalizione     | Seggio di coalizione | 41,80            | 9 396   | 40,47   | 1                       |        |       |       |
| Totale liste                            | Ermando Bozza            | 9 072                | 41,80            | 9 396   | 40,47   | 11 149                  | 51,84  | 11    |       |
|                                         | Giuseppe Valente         | Giuseppe Valente     | Giuseppe Valente | 3 455   | 14,88   | Progetto Lanciano (A)   | 1 219  | 5,67  | 1     |
| Rinnoviamo Lanciano (B)                 | Giuseppe Valente         | Giuseppe Valente     | Giuseppe Valente | 3 455   | 14,88   | 976                     | 4,54   | 1     |       |
| Seggio di coalizione                    | Seggio di coalizione     | Seggio di coalizione | Giuseppe Valente | 3 455   | 14,88   | 1                       |        |       |       |
| Totale liste                            | Giuseppe Valente         | Giuseppe Valente     | Giuseppe Valente | 3 455   | 14,88   | 2 195                   | 10,21  | 2     |       |
|                                         | Donato Di Fonzo          | Donato Di Fonzo      | Donato Di Fonzo  | 2 443   | 10,52   | Lanciano nel Cuore (C)  | 1 428  | 6,64  | 1     |
| Insieme con Donato Di Fonzo Sindaco (D) | Donato Di Fonzo          | Donato Di Fonzo      | Donato Di Fonzo  | 2 443   | 10,52   | 457                     | 2,13   | –     |       |
| Seggio di coalizione                    | Seggio di coalizione     | Seggio di coalizione | Donato Di Fonzo  | 2 443   | 10,52   | 1                       |        |       |       |
| Totale liste                            | Donato Di Fonzo          | Donato Di Fonzo      | Donato Di Fonzo  | 2 443   | 10,52   | 1 885                   | 8,77   | 1     |       |
| Totale                                  | Totale                   | 21 703               | 100              | 23 219  | 100     |                         | 21 505 | 100   | 24    |
|                                         |                          |                      |                  |         |         |                         |        |       |       |
| Schede bianche                          | Schede bianche           | 132                  | 0,60             | 117     | 0,49    |                         |        |       |       |
| Schede nulle                            | Schede nulle             | 266                  | 1,20             | 771     | 3,20    |                         |        |       |       |
| Votanti                                 | Votanti                  | 22 101               | 66,92            | 24 107  | 72,99   |                         |        |       |       |
| Elettori                                | Elettori                 | 33 026               |                  | 33 026  |         |                         |        |       |       |
|                                         |                          |                      |                  |         |         |                         |        |       |       |
| Fonte: Ministero dell'interno           |                          |                      |                  |         |         |                         |        |       |       |

- Le liste contrassegnate con le lettere A, B, C e D sono apparentate al secondo turno con il candidato sindaco Mario Pupillo.

### Vasto
| Candidati                                   | Candidati                          | II turno             | II turno            | I turno | I turno | Liste                   | Voti   | %     | Seggi |
| Candidati                                   | Candidati                          | Voti                 | %                   | Voti    | %       | Liste                   | Voti   | %     | Seggi |
| ------------------------------------------- | ---------------------------------- | -------------------- | ------------------- | ------- | ------- | ----------------------- | ------ | ----- | ----- |
|                                             | Luciano Antonio Lapenna ✔️ Sindaco | 12 125               | 57,87               | 9 624   | 39,07   | Partito Democratico     | 4 818  | 20,59 | 7     |
| Italia dei Valori                           | Luciano Antonio Lapenna ✔️ Sindaco | 12 125               | 57,87               | 9 624   | 39,07   | 1 840                   | 7,86   | 2     |       |
| Giustizia Sociale                           | Luciano Antonio Lapenna ✔️ Sindaco | 12 125               | 57,87               | 9 624   | 39,07   | 1 638                   | 7,00   | 2     |       |
| Sinistra Ecologia Libertà                   | Luciano Antonio Lapenna ✔️ Sindaco | 12 125               | 57,87               | 9 624   | 39,07   | 1 334                   | 5,70   | 2     |       |
| Rifondazione Comunista - Comunisti Italiani | Luciano Antonio Lapenna ✔️ Sindaco | 12 125               | 57,87               | 9 624   | 39,07   | 758                     | 3,24   | 1     |       |
| Totale liste                                | Luciano Antonio Lapenna ✔️ Sindaco | 12 125               | 57,87               | 9 624   | 39,07   | 10 388                  | 44,40  | 14    |       |
|                                             | Mario Della Porta                  | 8 827                | 42,13               | 5 317   | 21,59   | Il Popolo della Libertà | 2 823  | 12,06 | 3     |
| Unione di Centro                            | Mario Della Porta                  | 8 827                | 42,13               | 5 317   | 21,59   | 1 728                   | 7,38   | 1     |       |
| Vasto Futura                                | Mario Della Porta                  | 8 827                | 42,13               | 5 317   | 21,59   | 1 068                   | 4,56   | 1     |       |
| Vasto Giovani                               | Mario Della Porta                  | 8 827                | 42,13               | 5 317   | 21,59   | 750                     | 3,21   | –     |       |
| Seggio di coalizione                        | Seggio di coalizione               | Seggio di coalizione | 42,13               | 5 317   | 21,59   | 1                       |        |       |       |
| Totale liste                                | Mario Della Porta                  | 8 827                | 42,13               | 5 317   | 21,59   | 6 369                   | 27,22  | 5     |       |
|                                             | Massimo Desiati                    | Massimo Desiati      | Massimo Desiati     | 4 970   | 20,18   | Progetto per Vasto      | 1 908  | 8,15  | –     |
| Desiati per Vasto (UI - MpA)                | Massimo Desiati                    | Massimo Desiati      | Massimo Desiati     | 4 970   | 20,18   | 923                     | 3,94   | –     |       |
| Seggio di coalizione                        | Seggio di coalizione               | Seggio di coalizione | Massimo Desiati     | 4 970   | 20,18   | 1                       |        |       |       |
| Totale liste                                | Massimo Desiati                    | Massimo Desiati      | Massimo Desiati     | 4 970   | 20,18   | 2 831                   | 12,10  | 1     |       |
|                                             | Nicola Del Prete                   | Nicola Del Prete     | Nicola Del Prete    | 2 584   | 10,49   | Alleanza per Vasto (A)  | 1 054  | 4,50  | 1     |
| Alleanza per l'Italia (B)                   | Nicola Del Prete                   | Nicola Del Prete     | Nicola Del Prete    | 2 584   | 10,49   | 899                     | 3,84   | –     |       |
| Futuro e Libertà (C)                        | Nicola Del Prete                   | Nicola Del Prete     | Nicola Del Prete    | 2 584   | 10,49   | 783                     | 3,35   | –     |       |
| Seggio di coalizione                        | Seggio di coalizione               | Seggio di coalizione | Nicola Del Prete    | 2 584   | 10,49   | 1                       |        |       |       |
| Totale liste                                | Nicola Del Prete                   | Nicola Del Prete     | Nicola Del Prete    | 2 584   | 10,49   | 2 736                   | 11,69  | 1     |       |
|                                             | Fabrizio Righetti                  | Fabrizio Righetti    | Fabrizio Righetti   | 1 514   | 6,15    | Movimento 5 Stelle      | 857    | 3,66  | –     |
|                                             | Incoronata Ronzitti                | Incoronata Ronzitti  | Incoronata Ronzitti | 394     | 1,60    | Popolari UDEUR          | 167    | 0,71  | –     |
|                                             | Ivo Menna                          | Ivo Menna            | Ivo Menna           | 227     | 0,92    | La Nuova Terra          | 51     | 0,22  | –     |
| Totale                                      | Totale                             | 20 952               | 100                 | 24 630  | 100     |                         | 23 399 | 100   | 24    |
|                                             |                                    |                      |                     |         |         |                         |        |       |       |
| Schede bianche                              | Schede bianche                     | 213                  | 0,99                | 127     | 0,50    |                         |        |       |       |
| Schede nulle                                | Schede nulle                       | 454                  | 2,10                | 543     | 2,15    |                         |        |       |       |
| Votanti                                     | Votanti                            | 21 619               | 60,60               | 25 300  | 70,92   |                         |        |       |       |
| Elettori                                    | Elettori                           | 35 675               |                     | 35 675  |         |                         |        |       |       |
|                                             |                                    |                      |                     |         |         |                         |        |       |       |
| Fonte: Ministero dell'interno               |                                    |                      |                     |         |         |                         |        |       |       |

- Le liste contrassegnate con le lettere A, B e C sono apparentate al secondo turno con il candidato sindaco Mario Della Porta.

## Provincia di Teramo

### Basciano
|                               | Paolo Paolini ✔️ Sindaco | Torre Gialla   | 922   | 53,89 | 6 |  |  |  |  |
|                               | Magiste Trosini          | Futuro Insieme | 789   | 46,11 | 3 |  |  |  |  |
| Totale                        | Totale                   |                | 1 711 | 100   | 9 |  |  |  |  |
|                               |                          |                |       |       |   |  |  |  |  |
| Fonte: Ministero dell'interno |                          |                |       |       |   |  |  |  |  |

### Bellante
|                               | Mario Di Pietro ✔️ Sindaco | Bellante Democratica | 2 494 | 57,25 | 8  |  |  |  |  |
|                               | Flaviana Pavan             | Uniti si può         | 1 862 | 42,75 | 4  |  |  |  |  |
| Totale                        | Totale                     |                      | 4 356 | 100   | 12 |  |  |  |  |
|                               |                            |                      |       |       |    |  |  |  |  |
| Fonte: Ministero dell'interno |                            |                      |       |       |    |  |  |  |  |

### Castellalto
|                               | Vincenzo Di Marco ✔️ Sindaco | Insieme per Castellalto       | 2 785 | 62,08 | 8  |  |  |  |  |
|                               | Paolo Iachini                | Rinnovamento e Partecipazione | 1 701 | 37,92 | 4  |  |  |  |  |
| Totale                        | Totale                       |                               | 4 486 | 100   | 12 |  |  |  |  |
|                               |                              |                               |       |       |    |  |  |  |  |
| Fonte: Ministero dell'interno |                              |                               |       |       |    |  |  |  |  |

### Castelli
|                               | Enzo De Rosa ✔️ Sindaco | Bella Castelli | 462 | 50,44 | 6 |  |  |  |  |
|                               | Angelo Giosuè           | Castelli Unita | 454 | 49,56 | 3 |  |  |  |  |
| Totale                        | Totale                  |                | 916 | 100   | 9 |  |  |  |  |
|                               |                         |                |     |       |   |  |  |  |  |
| Fonte: Ministero dell'interno |                         |                |     |       |   |  |  |  |  |

### Colonnella
|                               | Leandro Pollastrelli ✔️ Sindaco | Città Sostenibile      | 1 326 | 56,19 | 8  |  |  |  |  |
|                               | Augusto Di Stanislao            | Insieme per Colonnella | 1 034 | 43,81 | 4  |  |  |  |  |
| Totale                        | Totale                          |                        | 2 360 | 100   | 12 |  |  |  |  |
|                               |                                 |                        |       |       |    |  |  |  |  |
| Fonte: Ministero dell'interno |                                 |                        |       |       |    |  |  |  |  |

### Cortino
|                               | Gabriele Minosse ✔️ Sindaco | Uniti per la Montagna | 295 | 52,12 | 6 |  |  |  |  |
|                               | Bruno Di Berardo            | Cortino nel Cuore     | 271 | 47,88 | 3 |  |  |  |  |
| Totale                        | Totale                      |                       | 566 | 100   | 9 |  |  |  |  |
|                               |                             |                       |     |       |   |  |  |  |  |
| Fonte: Ministero dell'interno |                             |                       |     |       |   |  |  |  |  |

### Isola del Gran Sasso d'Italia
|                               | Alfredo Di Varano ✔️ Sindaco | Progetto Comune | 1 682 | 51,00 | 8  |  |  |  |  |
|                               | Stefano Mariano              | Uniti per Isola | 1 440 | 43,66 | 4  |  |  |  |  |
|                               | Germano Cervella             | Forza Isola     | 176   | 5,34  | –  |  |  |  |  |
| Totale                        | Totale                       |                 | 3 298 | 100   | 12 |  |  |  |  |
|                               |                              |                 |       |       |    |  |  |  |  |
| Fonte: Ministero dell'interno |                              |                 |       |       |    |  |  |  |  |

### Roseto degli Abruzzi
| Candidati                      | Candidati              | II turno              | II turno              | I turno | I turno | Liste                     | Voti   | %     | Seggi |
| Candidati                      | Candidati              | Voti                  | %                     | Voti    | %       | Liste                     | Voti   | %     | Seggi |
| ------------------------------ | ---------------------- | --------------------- | --------------------- | ------- | ------- | ------------------------- | ------ | ----- | ----- |
|                                | Enio Pavone ✔️ Sindaco | 7 531                 | 53,81                 | 6 040   | 39,57   | Liberalsocialisti         | 1 938  | 13,36 | 4     |
| Il Popolo della Libertà        | Enio Pavone ✔️ Sindaco | 7 531                 | 53,81                 | 6 040   | 39,57   | 1 920                     | 13,23  | 3     |       |
| Insieme per Roseto             | Enio Pavone ✔️ Sindaco | 7 531                 | 53,81                 | 6 040   | 39,57   | 806                       | 5,56   | 1     |       |
| Unione di Centro               | Enio Pavone ✔️ Sindaco | 7 531                 | 53,81                 | 6 040   | 39,57   | 579                       | 3,99   | 1     |       |
| Il Popolo di Roseto            | Enio Pavone ✔️ Sindaco | 7 531                 | 53,81                 | 6 040   | 39,57   | 386                       | 2,66   | –     |       |
| Lega Nord                      | Enio Pavone ✔️ Sindaco | 7 531                 | 53,81                 | 6 040   | 39,57   | 116                       | 0,80   | –     |       |
| La Destra                      | Enio Pavone ✔️ Sindaco | 7 531                 | 53,81                 | 6 040   | 39,57   | 83                        | 0,57   | –     |       |
| Totale liste                   | Enio Pavone ✔️ Sindaco | 7 531                 | 53,81                 | 6 040   | 39,57   | 5 828                     | 40,17  | 9     |       |
|                                | Teresa Ginoble         | 6 464                 | 46,19                 | 5 806   | 38,03   | Partito Democratico       | 3 258  | 22,46 | 4     |
| Teresa Sindaco                 | Teresa Ginoble         | 6 464                 | 46,19                 | 5 806   | 38,03   | 969                       | 6,68   | 1     |       |
| Roseto nel Cuore               | Teresa Ginoble         | 6 464                 | 46,19                 | 5 806   | 38,03   | 695                       | 4,79   | –     |       |
| Italia dei Valori              | Teresa Ginoble         | 6 464                 | 46,19                 | 5 806   | 38,03   | 483                       | 3,33   | –     |       |
| Sinistra Riformista per Roseto | Teresa Ginoble         | 6 464                 | 46,19                 | 5 806   | 38,03   | 458                       | 3,16   | –     |       |
| Alleanza per l'Italia          | Teresa Ginoble         | 6 464                 | 46,19                 | 5 806   | 38,03   | 351                       | 2,42   | –     |       |
| Seggio di coalizione           | Seggio di coalizione   | Seggio di coalizione  | 46,19                 | 5 806   | 38,03   | 1                         |        |       |       |
| Totale liste                   | Teresa Ginoble         | 6 464                 | 46,19                 | 5 806   | 38,03   | 6 214                     | 42,83  | 5     |       |
|                                | Pio Rapagnà            | Pio Rapagnà           | Pio Rapagnà           | 962     | 6,30    | Città per Vivere          | 962    | 6,63  | –     |
|                                | Alfonso Montese        | Alfonso Montese       | Alfonso Montese       | 854     | 5,59    | Obiettivo Comune (A)      | 565    | 3,89  | –     |
| Seggio di coalizione           | Seggio di coalizione   | Seggio di coalizione  | Alfonso Montese       | 854     | 5,59    | 1                         |        |       |       |
|                                | Valter Aloisi          | Valter Aloisi         | Valter Aloisi         | 850     | 5,57    | Altra Città               | 789    | 5,44  | –     |
|                                | Marco Sergio Borgatti  | Marco Sergio Borgatti | Marco Sergio Borgatti | 449     | 2,94    | Sinistra Unita (B)        | 377    | 2,60  | –     |
|                                | Pasquale Avolio        | Pasquale Avolio       | Pasquale Avolio       | 305     | 2,00    | Sinistra Ecologia Libertà | 305    | 2,10  | –     |
| Totale                         | Totale                 | 13 995                | 100                   | 15 266  | 100     |                           | 14 508 | 100   | 16    |
|                                |                        |                       |                       |         |         |                           |        |       |       |
| Schede bianche                 | Schede bianche         | 126                   | 0,87                  | 97      | 0,61    |                           |        |       |       |
| Schede nulle                   | Schede nulle           | 303                   | 2,10                  | 462     | 2,92    |                           |        |       |       |
| Votanti                        | Votanti                | 14 424                | 67,89                 | 15 825  | 74,48   |                           |        |       |       |
| Elettori                       | Elettori               | 21 246                |                       | 21 246  |         |                           |        |       |       |
|                                |                        |                       |                       |         |         |                           |        |       |       |
| Fonte: Ministero dell'interno  |                        |                       |                       |         |         |                           |        |       |       |

1. ↑  Comprende Federazione dei Verdi e Federazione della Sinistra.

- La lista contrassegnata con la lettera (A) è apparentata al secondo turno col candidato sindaco Enio Pavone.
- La lista contrassegnata con la lettera (B) è apparentata al secondo turno con la candidata sindaca Teresa Ginoble.